# Jazz fusion
Jazz fusion (také „jazz-rock fusion“ nebo „fusion“) je hudební styl, který spojuje prvky jazzu s ostatními styly, jako s rockem, funky, latino a zejména orientální a afro world music.

## Historie
Začal se hrát na konci 60. let 20. století. Zřejmě se vyvinul z hard bopu. Bývá spojován s pozdějšími alby Milese Davise. Dále pak s Mahavishnu Orchestra, Return to Forever, Weather Report.
Vyznačuje se díky elektrifikovaným nástrojům poměrně agresivním zvukem (oproti swingu apod.) a rockovou rytmikou. S počátky této hudby bylo spojeno mnoho hudebních experimentů (za všechny pár příkladů: Joe Zawinul a jeho syntetizátor, John McLaughlin – fascinace východní filosofií a stavění schémat písní podle tradičních mystických pravidel, Jaco Pastorius byl velký popularizátor bezpražcové baskytary a efektů na ni). Jako zásadní jazzrocková alba jsou často uváděna tato: Birds of Fire od Mahavishnu Orchestra, Bitches Brew od Milese Davise, Weather Report od stejnojmenné skupiny Weather Report a Return to Forever od Return to Forever Chicka Corey.
Ryze jazzrockovému titulu Head Hunters klávesisty Herbie Hancocka z roku 1973 předcházela jeho alba Mwandishi – 1971, Crossings – 1972 a Sextant z roku 1973. Bubeník Mahavishnu Orchestra Billy Cobham vydal zásadní alba světu vládnocího jazzrocku – Spectrum, Crossswind, Total Eclipse. Ještě před ním jiný bubeník, Tony Williams, v roce 1969 spolupracoval s McLaughlinem na albu The Tony Williams Lifetime. Al Di Meloa, kytarista Return to Forever,  stejně jako jeho souputník z této kapely, baskytarista Slanley Clarke, rovněž zanechali významné stopy v historii tohoto období hledání nových cest hudebního vývoje. Obdobně jako Di Meloa prvky flamenca vkládal do hudby kombinující jazz a rok  Larry Coryell, vůdčí osobnost kapely The Elevent House.
Nelze vynechat americké rockové kapely s dechovou sekcí, jako Chicago v jeho počáteční éře a Blood, Sweat & Tears, nebo britské Colloseum a Nucleus Iana Cara. Nejen v evropském kontextu se výrazně prosadilo polské seskupení SBB, před érou jazzrockových nahrávek bluesové, později artrockové, a to zejména stejnojmennou nahrávkou SBB z roku 1974 a albem Nowy horyzont z roku 1975, silně ovlivněnými Mahavishnu Orchestra. Významná v Evropě byla i progresivní skupina Soft Machine, nebo německá kapela Passport saxofonisty Klause Doldingera. Jemnou, zpívanou formu jazzrocku prezentovali Steely Dan, oproti posluchačsky i interpretačně náročným novátorským počinům Hot Rats z roku 1969 a The Waka/Jawaka a Grand Wazoo geniálního experimentátora Franka Zappy.
Zajímavým odskokem od rocku a pozdějšího popu Phila Collinse je jeho účast v projektu Brand X.
Mezi české hudebníky, kteří se objevili v jazzrockových skupinách světového formátu patří Jan Hammer (Mahavishnu Orchestra) a Miroslav Vitouš (Weather Report).
Na naší scéně působily jazzrockové kapely jako Mahagon Petra Klapky, Nemesis, nebo stejně tak zaniklé Combo FH Daniela Fikejze. Blue Effect nahráli s JOČRem silně jazzem ovlivněnou Novou Syntézu (1971) – podobné prvky, již však celkově více pro Blue Effect charakteristicky rockově znějící, mělo i album Nová Syntéza 2 (1974). I Pražský výběr byl zkraje předním představitelem jazz rocku. Emil Viklický nahrál jazzrocková alba V Holomóci městě a Okno, stálicí tohoto směru jsou Jazz Q Martina Kratochvíla, stejně jako Impuls Zdeňka Fišera a Michala Gery, nebo Jazz Fragment. Silné prvky jazzrocku měla i tvorba Jazz Celuly, složená ze špičkových jazzmanů, charakteristická trumpetou Laca Décziho a Fender pianu Karla Růžičky. Skvělé instrumentální výkony a melodické nápady přinesla slovenská Fermáta kytarového mága Fero Grigláka.

## Jazz fusion v Československu
Žánr v Československu původně označovaný jako rock-jazz, později jazz-rock, obvykle jazzrock, umožnil v sedmdesátých letech do jisté míry provozovat rockovou hudbu, která byla nepohodlná československému normalizačnímu režimu.
- Jazz Q
- Luboš Andršt
- Energit
- Zdeněk Fišer
- Impuls
- Jazz Celula
- Emil Viklický
- Fermáta
- Mahagon
- Combo FH
- Blue Effect – dvě Nové Syntézy
- Framus 5 – Město Er
- Pražský výběr – Žízeň

## Představitelé
- Mahavishnu Orchestra
- John McLaughlin
- Miles Davis
- Billy Cobham
- Joe Zawinul
- Chick Corea
- Return to Forever
- Slanley Clarke
- Crusaders
- Weather Report
- Jaco Pastorius
- George Benson
- Herbie Hancock
- Lee Ritenour
- Chicago
- Billy Cobham
- Colloseum
- Roy Ayers
- Tony Williams
- Al Di Meloa
- Chick Corea
- Bob James
- Larry Coryell
- Quincy Jones